# 佐世保市立吉井中学校
佐世保市立吉井中学校（させぼしりつ よしいちゅうがっこう、Sasebo City Yoshii Junior High School）は、長崎県佐世保市吉井町前岳にある公立中学校。

## 概要
歴史
1947年（昭和22年）の学制改革の際に新制中学校として創立。2012年（平成24年）に創立65周年を迎えた。
校訓
「耕心」
校章
「中」の文字を図案化している。
校歌
作詞は市瀬正生、作曲は伊藤英一による。歌詞は3番まであり、各番に校名の「吉井中学」が登場する。
校区
「長崎県佐世保市吉井町」全域。小学校区は佐世保市立吉井南小学校、佐世保市立吉井北小学校。

## 沿革
- 1947年（昭和22年）
  - 4月1日 - 学制改革（六・三制の実施）が行われる。
    - 吉井村国民学校の初等科が改組され、「吉井村立吉井小学校」となる。
    - 吉井村国民学校の高等科と青年学校の普通科が改組され、「吉井村立吉井中学校」（新制中学校）が発足。旧・吉田分校（分教場）校舎を使用。初代校長は友田一二（星鹿国民学校より転任）。

  - 5月1日 - 校歌を制定。
- 1951年（昭和26年）12月1日 - 町制施行により吉井町が発足。これにより「吉井町立吉井中学校」に改称。
- 1952年（昭和27年）7月5日 - 現在地へ校舎を移転。
- 1953年（昭和28年）7月12日 - PTAを結成。
- 1957年（昭和32年）9月20日 - 校旗を制定。
- 1958年（昭和33年）8月6日 - プールが完成。
- 1961年（昭和36年）12月8日 - 鉄筋コンクリート造3階建ての新校舎（普通教室9）が完成。
- 1965年（昭和40年）3月10日 - 学校給食を開始。
- 1967年（昭和42年）7月9日 - 集中豪雨による大水害が発生。
- 1968年（昭和43年）5月21日 - 体育館が完成。
- 1979年（昭和54年）3月6日 - 鉄筋校舎第一期工事が完了し、特別教室と管理棟が完成。
- 1981年（昭和56年）1月30日 - 鉄筋校舎第二期工事が完了し、特別教室が完成。
- 1983年（昭和58年）12月10日 - 運動場に高鉄棒・低鉄棒を設置。
- 1985年（昭和60年）3月15日 - 音楽室にグランドピアノを設置。
- 1986年（昭和61年）8月 - 給食室、部室が完成。
- 1988年（昭和63年）2月3日 - 運動場の改修工事が完成。
- 1991年（平成3年）8月24日 - 自転車置場を設置。
- 1993年（平成5年）
  -  7月30日 - パソコン室を設置。
  - 8月5日 - 柔道部女子、全国大会（兵庫県）に出場。
- 1995年（平成7年）3月7日 - 終戦50周年平和祈念植樹を実施。
- 1998年（平成10年）1月27日 - 頭髪の自由化を実施。
- 1999年（平成11年）8月 - 剣道部（石川県）と体操部（福井県）、全国大会出場。
- 2000年（平成12年）7月 - 体育館の大規模改修工事を実施。
- 2001年（平成13年）12月 - 駅伝部、全国大会（山口県）に出場。
- 2005年（平成17年）4月1日 - 市町村合併より、「佐世保市立吉井中学校」（現校名）に改称。
- 2006年（平成18年）6月22日 -  新校舎建設に伴い、仮設校舎の使用を開始。
- 2007年（平成19年）4月6日 - 新校舎が完成。使用を開始。
- 2009年（平成21年）4月17日 - スクールカウンセラー室が完成。
- 2013年（平成25年）
  - 3月5日 - 体育館の耐震補強工事が完了。
  - 8月27日 - 武道館・運動場の改修工事が完了。
  - 11月7日 -  校舎1階部分の耐震補強工事が完了。

## アクセス
最寄りの鉄道駅
- MR松浦鉄道 西九州線　「吉井駅」

最寄りのバス停
- 西肥自動車（西肥バス）「吉井学校前」バス停

最寄りの国道・県道
- 国道204号
- 長崎県道40号佐世保吉井松浦線
- 長崎県道54号栗木吉井線

## 周辺
- 佐世保市役所吉井支所（旧・吉井町役場、佐世保市役所吉井行政センター）
- 佐世保市立吉井南小学校
- 吉井中央幼稚園
- 吉井郵便局
- 佐世保市吉井地区生涯学習センター
- 佐世保市北部商工会
- 熊野神社

## 関連事項
- 長崎県中学校一覧
- 佐世保市中学校一覧